# قلعه پالنگان
قلعه پالنگان قلعه‌ای تاریخی مربوط به سدهٔ ۷ و ۸ ه.ق است که در روستای پالنگان واقع در بخش مرکزی شهرستان کامیاران در استان کردستان قرار گرفته‌است. این اثر در تاریخ ۱۱ مرداد ۱۳۸۴ با شمارهٔ ثبت ۱۲۶۷۵ به‌عنوان یکی از آثار ملی ایران به ثبت رسیده است.
در مجاورت روستای پالنگان شهرستان کامیاران بقایای قلعه‌ای کهن وجود دارد، که به قلعهٔ پالنگان مشهور است. آثار به‌دست‌آمده از قلعه مانند یک دروازۀ سنگی بزرگ و بقایای پل‌های ساخته شده بر رودخانه، قدمت آن را به دورهٔ پیش از اسلام می‌رساند.
قلعۀ پالنگان مدت‌ها محل سکونت امرای کلهر بوده است. در سال ۱۵۵۶ میلادی (۹۶۴ ه‍.ق) هلو خان اردلان قلعه را تصرف کرد و جزو قلمرو خود درآورد. سپس از آنجا که آب و هوای قلعه زلم در شهرزور مناسب نبود، مرکز فرمانروایی خود را به قلعۀ پالنگان انتقال داد. مدارک حاصل از کاوش‌های باستان‌شناسی مرتبط با این دوره و نزدیک بودن قلعه به کتیبۀ تنگی‌ور انتقال مقر از قلعۀ زلم به پالنگان را محرز می‌سازد. قلعۀ پالنگان تا بعد از انتقال مرکز حکومت خاندان اردلان از پالنگان به قلعۀ حسن‌آبادسنندج یعنی در حدود قرن شانزدهم میلادی (قرن دهم ه‍.ق)، آباد بوده‌است.